# Filmy klasy B

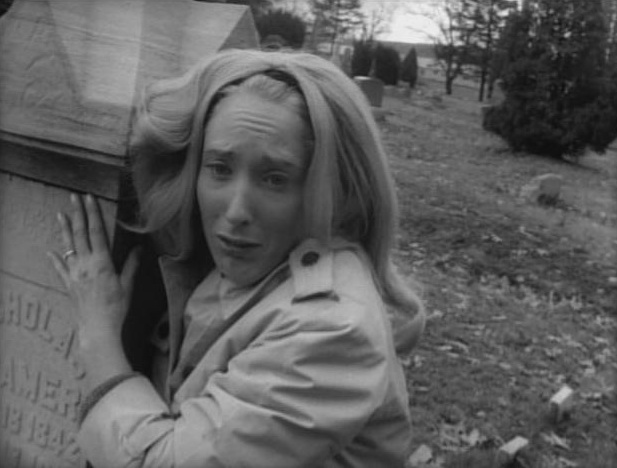
Scena z filmu Noc żywych trupów (1968) George'a A. Romero

Film klasy B (ang. B-movie) – niskobudżetowy film komercyjny, który nie jest filmem artystycznym. W swoim pierwotnym zastosowaniu, podczas złotej ery Hollywood, termin ten bardziej precyzyjnie określał filmy przeznaczone do dystrybucji jako mniej nagłośniona część podwójnego seansu filmowego (na podobieństwo stron B nagrań muzycznych). Jednak w Stanach Zjednoczonych produkcja filmów przeznaczonych jako drugie do podwójnego seansu w dużej mierze ustała do końca lat 50. Wraz z pojawieniem się komercyjnej telewizji w tym samym momencie, działy produkcyjne odpowiedzialne za produkcję filmów studyjnych klasy B przekształciły się w wydziały produkcji filmów telewizyjnych, produkujące niskobudżetowe filmy i seriale podobnej treści. Termin „film klasy B” jest używany w szerszym znaczeniu do dziś. Od momentu zmierzchu złotej ery Hollywood, istnieje dwuznaczność ich definicji: z jednej strony, termin odnosi się do niskobudżetowych exploitation films; z drugiej strony, wiele filmów klasy B wykazuje wysoki stopień opanowania rzemiosła i estetycznej pomysłowości.
W obu przypadkach większość filmów klasy B reprezentuje konkretny gatunek – western był podstawą filmów klasy B złotej ery Hollywood, podczas gdy niskobudżetowe filmy science fiction i horrory stały się w latach 50. bardziej popularne. Wczesne filmy klasy B należały do serii, w których gwiazda wielokrotnie wcielała się w tę samą postać. Prawie zawsze były krótsze od filmów pełnometrażowych, wiele z nich trwało 70 lub mniej minut. Termin ten wiązał się z powszechnym przekonaniem, że filmy klasy B były gorsze od droższych filmów z czołówki; poszczególne filmy klasy B były często ignorowane przez krytyków.
Współczesne filmy klasy B nadal czasami inspirują do powstania wielu sequeli, ale serie są już mniej powszechne. Wraz ze wzrostem średniego czasu trwania filmów z najwyższej półki, wzrastał również czas trwania filmów klasy B. W swoim obecnym użyciu termin ten ma nieco sprzeczne konotacje: może sygnalizować opinię, że dany film jest (a) filmem gatunkowym o minimalnych ambicjach artystycznych lub (b) żywym, energicznym filmem nieskrępowanym ograniczeniami narzuconymi droższym projektom i nieobciążonym konwencjami rzekomo „poważnego” filmu niezależnego. Termin ten jest również obecnie używany luźno w odniesieniu do niektórych wysokobudżetowych, mainstreamowych filmów eksploatacji, zwykle w gatunkach tradycyjnie kojarzonych z filmem klasy B.

Od początków swojego istnienia, filmy klasy B stwarzają możliwości zarówno dla osób rozpoczynających karierę w zawodzie, jak i dla tych, których kariera słabnie. Znani filmowcy, tacy jak Anthony Mann czy Jonathan Demme, uczyli się na filmach klasy B swojego rzemiosła. To właśnie w filmach klasy B aktorzy tacy jak John Wayne czy Jack Nicholson po raz pierwszy zdobyli uznanie, a dawni aktorzy kina wysokobudżetowego, tacy jak Vincent Price czy Karen Black, mogli kontynuować karierę. Niektórzy aktorzy, tacy jak Béla Lugosi, Eddie Constantine, Bruce Campbell i Pam Grier, pracowali w filmach B przez większość swojej kariery. Termin aktora klasy B jest czasami używany w odniesieniu do wykonawcy, który znajduje pracę głównie lub wyłącznie w filmach klasy B.